# Swansea City Association Football Club
Lo Swansea City Association Football Club (in gallese Clwb Pêl-droed Dinas Abertawe), noto semplicemente come Swansea City, è una società calcistica gallese con sede nella città di Swansea, militante dal 2018 nella Football League Championship, la seconda divisione del campionato inglese.
Lo Swansea appartiene al sistema inglese della Football Association fin dal 1920. Dal 2005 disputa le proprie partite casalinghe al Liberty Stadium, che ha sostituito lo storico impianto di casa, il Vetch Field.
Nel 1981 lo Swansea fu promosso in First Division e la stagione successiva andò vicino alla vittoria del titolo nazionale, ma a causa di un calo nelle ultime partite concluse il campionato al sesto posto in classifica, che rimane il miglior piazzamento nella storia del club; visse poi un ventennio di declino, che lo vide retrocedere in Fourth Division nel 1986 ed evitare per un soffio la caduta in National League nel 2003. Negli anni duemila intraprese una rapida risalita, raggiungendo la promozione in Premier League nel 2011 e vincendo la Football League Cup nel 2013.

## Storia
In Galles, dove lo sport più popolare è il rugby a 15, si tenta di portare all'inizio il calcio con la squadra denominata Swansea Villa, ma la prima squadra di rilievo è lo Swansea Town A.F.C. nel 1912 con a capo J. W. Thorpe. Il club partecipa al campionato della seconda lega del sud del Paese; la prima partita è un pareggio per 1-1 contro il Cardiff City il 7 settembre 1912 e nello stesso anno arriva anche la Welsh Cup. L'anno dopo riesce a qualificarsi per il primo turno di FA Cup dove batte il Blackburn riuscendo a resistere nel secondo tempo in 9 uomini ma nel turno successivo viene battuto nella ripetizione del match contro il Newcastle dopo aver pareggiato la prima partita. Poi arriva la prima guerra mondiale che fa fallire diverse squadre e lo Swansea sale nella Prima Divisione e poi tra i fondatori della Third Division nel 1920.
Lo Swansea passa 5 stagioni nella Third Division fino a quando riesce a salire nel 25 all'ultima giornata battendo l'Exeter City per 2-1. Nella stagione successiva lo Swansea compie il miracolo arrivando fino alla semifinale di FA Cup dove elimina Exeter City, Watford, Blackpool, Stoke City, Millwall e Arsenal; l'avventura finisce con i più esperti giocatori del Bolton che in casa loro dominano e vincono 3-0. Il resto del periodo pre-seconda guerra mondiale lo passa a metà classifica nella Seconda Divisione.
Al ritorno dalla guerra lo Swansea incomincia a calare e retrocede in Terza Divisione, fino a quando non vince il campionato sotto la guida di Billy McCandless. Nei successivi 15 anni i bianco-neri sono rimasti nella Seconda Divisione e solo una volta si sono dimostrati competitivi per la promozione cioè nella stagione 1955-1956 quando sono riusciti a rimanere in corsa per quasi tutto il torneo per poi scivolare nel finale al 10º posto.
Nel 1964 gli Swans hanno raggiunto la loro seconda semifinale di FA Cup, battendo Barrow, Sheffield United e Stoke City, Liverpool; il sogno si interrompe con il Preston in semifinale. Nel 1965 lo Swansea retrocede di nuovo in Terza Divisione.
Dopo decenni di alterne fortune, il 31 maggio 2011 lo Swansea ottiene la promozione in Premier League grazie al 4-2 sul Reading nella finale dei playoff guidata da Rodgers in panchina.
Lo Swansea riesce a piazzarsi per due anni di fila (2011-2012 e 2012-2013) a metà classifica e il 24 febbraio 2013 si aggiudica la sua prima Coppa di Lega inglese, con un 5-0 in finale contro il Bradford City a Wembley. Questo risultato rende lo Swansea la seconda squadra gallese a vincere un trofeo ufficiale inglese, 86 anni dopo i successi del Cardiff City in FA Cup e FA Community Shield, avvenuti nel 1927. Grazie a questo trionfo lo Swansea si qualifica all'Europa League.
Nella stagione successiva, da detentrice della Coppa di Lega, la squadra è subito eliminata al terzo turno della competizione, per mano del Birmingham City, che impone per 3-1 al St Andrews. Prende parte all'Europa League, dove supera il girone, ma è eliminata ai sedicesimi di finale dal Napoli.
Nel gennaio 2015 la cessione di Wilfried Bony al Manchester City per 25 milioni di sterline è la più esosa nella storia del club gallese. Nel campionato 2014-2015 la squadra chiude ottava con 56 punti, suo miglior bottino dal ritorno in Premier League e secondo miglior piazzamento di sempre in massima serie. Batte inoltre sia all'andata che al ritorno Arsenal e Manchester Utd, diventando la terza squadra nella storia del campionato inglese a riuscire nell'impresa.
La squadra vive poi stagioni più sofferte e il passaggio di proprietà ad un consorzio statunitense nel luglio 2016. Nel 2016-2017 la retrocessione è evitata con una grande rimonta (e con due cambi di allenatore in stagione). Tuttavia nella stagione 2017-2018 la squadra retrocede in Championship, non essendo riuscita a ottenere vittorie nelle ultime nove giornate.

## Colori e simboli

Logo utilizzato dal 2021 al 2023

I colori sociali dello Swansea City sono il bianco e il nero, con la prima tinta prevalente sulla seconda.
Dal punto di vista della simbologia, dal 1912 al 1970 la squadra si riconobbe nello stemma civico di Swansea: uno scudo raffigurante una rocca sopra i flutti del mare, retto lateralmente da un leone e un drago rossi e avente per cimiero un elmo sormontato da un cigno. Proprio il cigno (colorato inizialmente di grigio o di nero) venne scelto nel 1970 come unico simbolo societario e tale è rimasto nei decenni successivi, fatto salvo il periodo 1973-1977, in cui venne momentaneamente sostituito dal drago gallese.
Il cigno è stato declinato in vari stili e con vari orpelli: racchiuso in un cerchio, corredato dalla denominazione sociale (abbreviata o per esteso); nel 1985 venne altresì recuperato il simbolo della rocca, che fu posta al di sotto dell'animale, il cui colore nel 1992 divenne bianco. Nel 1998 si tornò ad usare il solo simbolo del cigno nero, ridisegnato in una forma molto essenziale e stilizzata, con l'accompagnamento della sola ragione sociale; esso rimase in uso quasi ininterrottamente fino al 2021, con la sola eccezione del 2012, in cui fu adottato uno speciale scudetto aureo (col cigno disegnato in forma più realistica) celebrativo del centenario di fondazione.
Nel 2021 è stato ripristinato uno stemma del tutto analogo a quelli in uso tra il 1992 e il 1998 (con compresenza di cigno e rocca), con la sola differenza dell'assenza del colore azzurro nello sfondo e della tinta "rame" applicata alla fortezza.

## Strutture

### Stadio
Il Liberty Stadium (chiamato anche New Stadium durante la costruzione) è uno stadio della città di Swansea nel Galles, area a circa 1,5 miglia dal centro cittadino. È usato sia come impianto sportivo che come luogo per concerti e conferenze. Ha una capacità di poco più di 20.000 posti, tutti a sedere, che lo rendono il terzo più grande stadio del Galles, dopo il Millennium Stadium e il Cardiff City Stadium di Leckwith, Cardiff.
Fin dalla sua apertura nel 2005 è diventato lo stadio casalingo dello Swansea City (al posto del Vetch Field). Il match inaugurale del campo, conclusosi con un pareggio (1-1), è avvenuto tra i padroni di casa e il Fulham il 23 luglio 2005.

## Allenatori
In corsivo gli allenatori ad interim.
| Nome               | Dal               | Al                | Risultati | Risultati | Risultati | Risultati | Risultati |
| Nome               | Dal               | Al                | G         | V         | N         | P         | %         |
| ------------------ | ----------------- | ----------------- | --------- | --------- | --------- | --------- | --------- |
| Walter Whittaker   | 1º agosto 1912    | 31 maggio 1914    | 2         | 1         | 0         | 1         | 50,00     |
| William Bartlett   | 1º agosto 1914    | 31 maggio 1915    | 3         | 1         | 1         | 1         | 33,33     |
| Joe Bradshaw       | 1º agosto 1919    | 1º maggio 1926    | 272       | 128       | 73        | 71        | 47,06     |
| Jimmy Thomson      | 4 aprile 1927     | 31 maggio 1931    | 176       | 59        | 43        | 74        | 33,52     |
| Neil Harris        | 1º luglio 1934    | 1º maggio 1939    | 218       | 71        | 49        | 98        | 32,57     |
| Haydn Green        | 1º maggio 1939    | 1º settembre 1947 | 50        | 13        | 9         | 28        | 26,00     |
| Billy McCandless   | 1º novembre 1948  | 1º luglio 1955    | 294       | 113       | 61        | 120       | 38,44     |
| Ronnie Burgess     | 1º luglio 1955    | 1º agosto 1958    | 129       | 50        | 22        | 57        | 38,76     |
| Trevor Morris      | 1º agosto 1958    | 31 maggio 1965    | 327       | 112       | 77        | 138       | 34,25     |
| Glyn Davies        | 1º giugno 1965    | 1º ottobre 1966   | 58        | 16        | 15        | 27        | 27,59     |
| Billy Lucas        | 1º febbraio 1967  | 1º marzo 1969     | 97        | 34        | 24        | 39        | 35,05     |
| Roy Bentley        | 1º agosto 1969    | 16 ottobre 1972   | 153       | 56        | 45        | 52        | 36,60     |
| Harry Gregg        | 1º novembre 1972  | 1º gennaio 1975   | 101       | 34        | 23        | 44        | 33,66     |
| Harry Griffiths    | 1º gennaio 1975   | 29 ottobre 1977   | 127       | 54        | 28        | 45        | 42,52     |
| Harry Griffiths    | 22 novembre 1977  | 1º febbraio 1978  | 9         | 4         | 2         | 3         | 44,44     |
| John Toshack       | 1º febbraio 1978  | 29 ottobre 1983   | 251       | 104       | 59        | 88        | 41,43     |
| Doug Livermore     | 29 ottobre 1983   | 21 dicembre 1983  | 9         | 1         | 1         | 7         | 11,11     |
| John Toshack       | 21 dicembre 1983  | 4 marzo 1984      | 11        | 2         | 3         | 6         | 18,18     |
| Les Chappell       | 4 marzo 1984      | 16 maggio 1984    | 12        | 3         | 2         | 7         | 25,00     |
| Colin Appleton     | 16 maggio 1984    | 6 dicembre 1984   | 22        | 4         | 3         | 15        | 18,18     |
| Les Chappell       | 6 dicembre 1984   | 16 dicembre 1984  | 1         | 0         | 1         | 0         | &0,00     |
| John Bond          | 16 dicembre 1984  | 20 dicembre 1985  | 54        | 15        | 11        | 28        | 27,78     |
| Tommy Hutchison    | 21 dicembre 1985  | 1º maggio 1986    | 23        | 6         | 7         | 10        | 26,09     |
| Terry Yorath       | 12 luglio 1986    | 2 febbraio 1989   | 139       | 58        | 35        | 46        | 41,73     |
| Ian Evans          | 27 febbraio 1989  | 13 marzo 1990     | 58        | 15        | 19        | 24        | 25,86     |
| Terry Yorath       | 15 marzo 1990     | 21 marzo 1991     | 51        | 15        | 10        | 26        | 29,41     |
| Frank Burrows      | 21 marzo 1991     | 31 luglio 1995    | 231       | 85        | 65        | 81        | 36,80     |
| Bobby Smith        | 1º agosto 1995    | 31 luglio 1996    | 49        | 12        | 14        | 23        | 24,49     |
| Kevin Cullis       | 8 febbraio 1996   | 14 febbraio 1996  | 2         | 0         | 0         | 2         | &0,00     |
| Jimmy Rimmer       | 14 febbraio 1996  | 22 febbraio 1996  | 2         | 0         | 1         | 1         | &0,00     |
| Jan Mølby          | 22 febbraio 1996  | 8 ottobre 1997    | 80        | 31        | 16        | 33        | 38,75     |
| Micky Adams        | 9 ottobre 1997    | 22 ottobre 1997   | 3         | 0         | 0         | 3         | &0,00     |
| Alan Cork          | 22 ottobre 1997   | 30 giugno 1998    | 35        | 10        | 10        | 15        | 28,57     |
| John Hollins       | 1º luglio 1998    | 12 settembre 2001 | 170       | 63        | 47        | 60        | 37,06     |
| Colin Addison      | 13 settembre 2001 | 7 marzo 2002      | 35        | 11        | 8         | 16        | 31,43     |
| Roger Freestone    | 8 marzo 2002      | 20 aprile 2002    | 8         | 1         | 2         | 5         | 12,50     |
| Nick Cusack        | 8 marzo 2002      | 19 settembre 2002 | 8         | 2         | 5         | 1         | 25,00     |
| Brian Flynn        | 19 settembre 2002 | 18 marzo 2004     | 82        | 28        | 22        | 32        | 34,15     |
| Alan Curtis        | 18 marzo 2004     | 5 aprile 2004     | 4         | 1         | 1         | 2         | 25,00     |
| Kenny Jackett      | 5 aprile 2004     | 15 febbraio 2007  | 156       | 69        | 40        | 47        | 44,23     |
| Kevin Nugent       | 15 febbraio 2007  | 24 febbraio 2007  | 3         | 0         | 1         | 2         | &0,00     |
| Roberto Martínez   | 24 febbraio 2007  | 15 giugno 2009    | 126       | 63        | 37        | 26        | 50,00     |
| Paulo Sousa        | 22 giugno 2009    | 5 luglio 2010     | 49        | 18        | 18        | 13        | 36,73     |
| Brendan Rodgers    | 16 luglio 2010    | 1º giugno 2012    | 96        | 43        | 20        | 33        | 44,79     |
| Michael Laudrup    | 17 giugno 2012    | 4 febbraio 2014   | 84        | 29        | 24        | 31        | 34,52     |
| Garry Monk         | 4 febbraio 2014   | 9 dicembre 2015   | 77        | 28        | 17        | 32        | 36,36     |
| Alan Curtis        | 9 dicembre 2015   | 18 gennaio 2016   | 8         | 2         | 2         | 4         | 25,00     |
| Francesco Guidolin | 18 gennaio 2016   | 3 ottobre 2016    | 25        | 9         | 5         | 11        | 36,00     |
| Bob Bradley        | 3 ottobre 2016    | 27 dicembre 2016  | 11        | 2         | 2         | 7         | 18,18     |
| Alan Curtis        | 27 dicembre 2016  | 3 gennaio 2017    | 2         | 1         | 0         | 1         | 50,00     |
| Paul Clement       | 3 gennaio 2017    | 20 dicembre 2017  | 37        | 12        | 5         | 20        | 32,43     |
| Leon Britton       | 21 dicembre 2017  | 28 dicembre 2017  | 2         | 0         | 1         | 1         | &0,00     |
| Carlos Carvalhal   | 28 dicembre 2017  | 18 maggio 2018    | 24        | 8         | 8         | 8         | 33,33     |
| Graham Potter      | 11 giugno 2018    | 20 maggio 2019    | 51        | 21        | 11        | 19        | 41,18     |
| Steve Cooper       | 13 giugno 2019    | 21 luglio 2021    | 105       | 47        | 28        | 30        | 44,76     |
| Russell Martin     | 1º agosto 2021    | oggi              | 23        | 8         | 6         | 9         | 34,78     |

## Palmarès

### Competizioni nazionali
- Coppa di Lega inglese: 1

2012-2013
- Football League One: 3

1924-1925, 1948-1949, 2007-2008
- Campionato inglese di quarta divisione: 1

1999-2000
- Football League Trophy: 2

1993-1994, 2005-2006
- Coppa del Galles: 10

1912-1913, 1931-1932, 1949-1950, 1960-1961, 1965-1966, 1980-1981, 1981-1982, 1982-1983, 1988-1989, 1990-1991
- FAW Premier Cup: 2

2004-2005, 2005-2006

## Statistiche

### Partecipazioni ai campionati
Alla stagione 2025-2026 lo Swansea ha partecipato alle seguenti edizioni dei campionati nazionali inglesi.
| Livello | Categoria       | Partecipazioni | Debutto   | Ultima stagione | Totale |
| ------- | --------------- | -------------- | --------- | --------------- | ------ |
| 1º      | First Division  | 2              | 1981-1982 | 1982-1983       | 9      |
| 1º      | Premier League  | 7              | 2011-2012 | 2017-2018       | 9      |
| 2º      | Second Division | 34             | 1925-1926 | 1983-1984       | 45     |
| 2º      | Championship    | 11             | 2008-2009 | 2025-2026       | 45     |
| 3º      | Third Division  | 19             | 1920-1921 | 1991-1992       | 27     |
| 3º      | Second Division | 5              | 1992-1993 | 2000-2001       | 27     |
| 3º      | League One      | 3              | 2005-2006 | 2007-2008       | 27     |
| 4º      | Fourth Division | 10             | 1967-1968 | 1987-1988       | 18     |
| 4º      | Third Division  | 7              | 1996-1997 | 2003-2004       | 18     |
| 4º      | League Two      | 1              | 2004-2005 | 2004-2005       | 18     |

### Partecipazioni alle coppe europee
Tabella aggiornata alla stagione 2024-2025.
| Competizione       | Trofeo | Debutto   | Ultima stagione | Miglior risultato    | Partecipazioni | G  | V | N | P  | RF | RS |
| ------------------ | ------ | --------- | --------------- | -------------------- | -------------- | -- | - | - | -- | -- | -- |
| UEFA Europa League |        | 2013-2014 | 2013-2014       | Sedicesimi di finale | 1              | 12 | 4 | 4 | 4  | 17 | 10 |
| Coppa delle Coppe  |        | 1961-1962 | 1991-1992       | Secondo turno        | 7              | 18 | 3 | 4 | 11 | 32 | 37 |

## Organico

### Rosa 2025-2026
Rosa, numerazione e ruoli aggiornati al 7 luglio 2025.
| N. |                          | Ruolo | Calciatore             |
| -- | ------------------------ | ----- | ---------------------- |
| 1  | Inghilterra (bandiera)   | P     | Andy Fisher            |
| 2  | Inghilterra (bandiera)   | D     | Josh Key               |
| 4  | Scozia (bandiera)        | C     | Jay Fulton             |
| 5  | Galles (bandiera)        | D     | Ben Cabango (capitano) |
| 9  | Slovenia (bandiera)      | A     | Žan Vipotnik           |
| 10 | Corea del Sud (bandiera) | A     | Eom Ji-sung            |
| 11 | Inghilterra (bandiera)   | A     | Josh Ginnelly          |
| 14 | Inghilterra (bandiera)   | D     | Josh Tymon             |
| 17 | Portogallo (bandiera)    | C     | Gonçalo Franco         |
| 19 | Francia (bandiera)       | A     | Florian Bianchini      |
| 20 | Galles (bandiera)        | A     | Liam Cullen            |
| 22 | Cile (bandiera)          | P     | Lawrence Vigouroux     |
| 29 | Inghilterra (bandiera)   | P     | Nathan Broome          |
| 31 | Galles (bandiera)        | C     | Oliver Cooper          |

| N. |                        | Ruolo | Calciatore       |
| -- | ---------------------- | ----- | ---------------- |
| 35 | Brasile (bandiera)     | A     | Ronald           |
| 36 | Galles (bandiera)      | C     | Ben Lloyd        |
| 37 | Ecuador (bandiera)     | C     | Aimar Govea      |
| 41 | Galles (bandiera)      | D     | Sam Parker       |
| 43 | Galles (bandiera)      | C     | Daniel Watts     |
| 45 | Galles (bandiera)      | C     | Cameron Congreve |
| 50 | Inghilterra (bandiera) | D     | Filip Lissah     |
|    | Australia (bandiera)   | D     | Cameron Burgess  |
|    | Capo Verde (bandiera)  | D     | Ricardo Santos   |
|    | Inghilterra (bandiera) | C     | Ethan Galbraith  |
|    | Svezia (bandiera)      | C     | Melker Widell    |
|    | Svezia (bandiera)      | A     | Zeidane Inoussa  |
|    | Scozia (bandiera)      | A     | Bobby Wales      |
|    | Inghilterra (bandiera) | A     | Jerry Yates      |

### Staff tecnico
- Allenatore:  Alan Sheehan
- Vice allenatore:  Darren O'Dea
- Collaboratore tecnico:  Matthew Gill
- Preparatore dei portieri:  Dean Thornton
- Preparatore atletico:   Matt Willmott
- Medico sociale:  Jez McCluskey
- Fisioterapista: Kate Rees e Ritson Lloyd